# Saint-Piat
Saint-Piat település Franciaországban, Eure-et-Loir megyében. Lakosainak száma 1121 fő (2022. január 1.). Saint-Piat Soulaires, Yermenonville és Jouy községekkel határos.

## Népesség
A település népessége az elmúlt években az alábbi módon változott:
| Lakosok száma | 679  | 836  | 1009 | 1090 | 1088 | 1055 | 1050 | 1059 | 1063 | 1121 |
|               | 1968 | 1982 | 1990 | 2006 | 2013 | 2015 | 2017 | 2019 | 2020 | 2022 |